# Loi de Stigler
Pour les articles homonymes, voir Stigler (homonymie).
En sociologie des sciences, la loi de Stigler énonce qu’« une découverte scientifique ne porte jamais le nom de son auteur ».
Elle a été introduite en 1980 par le statisticien Stephen Stigler sous le nom de « loi d'éponymie de Stigler ».

## Un article d'économie de la science
Stigler étudie la désignation d'un concept, d'un théorème, d'une découverte, par le nom d'une personne — l'éponymie — en tant que partie du système de rétribution de l'effort des scientifiques. Cet hommage participe à l'économie du champ scientifique. En donnant son propre nom à cette « loi », Stigler la confirme dès les premières lignes, en affirmant que ce concept est au moins implicite dans les travaux du sociologue américain Robert K. Merton, auquel est dédié le recueil dans lequel l'article est d'abord publié.
Il ajoute, à propos des noms propres donnés aux découvertes scientifiques, qu'ils « ne sont que rarement proposés et jamais universellement reconnus, sauf si celui qui nomme est très distant dans le temps ou dans l'espace du scientifique ainsi honoré ». L'éponymie contribue non seulement au souvenir de la personne, mais encore au statut de la théorie ou du phénomène qu'elle désigne, qui se trouve ainsi dans une sélection considérablement restreinte de l'ensemble des travaux scientifiques.
La publication de l'article a suscité une avalanche d'exemples, mais peu de réactions au fond.

## Exemples d'application

### En mathématiques
Cette loi s'applique plusieurs fois en mathématiques, avec plus ou moins de netteté. Par exemple le triangle de Pascal a une lointaine origine, la règle de L'Hôpital est due à Jean Bernoulli, la formule du binôme de Newton pour les entiers a une histoire ancienne, le théorème de Rolle sous sa forme actuelle date du XIXe siècle, postérieur à Rolle, la loi de Benford est observée la première fois par Simon Newcomb, etc., tandis que le déterminant de Vandermonde n'apparaît nulle part dans l'œuvre de Vandermonde, pionnier de la théorie des déterminants. En statistique, la correction de Bonferroni est due aux travaux de la mathématicienne Olive Jean Dunn.  
L'arbre de Galton-Watson,  un objet mathématique aléatoire utilisé dans la théorie des probabilités, est dû à Irénée-Jules Bienaymé, qui, quant à lui, partage à tort, et seulement en France, la paternité de l'inégalité de Bienaymé-Tchebychev.

### En sciences physiques
L'existence du boson de Higgs a été postulée indépendamment par Robert Brout, François Englert, Peter Higgs, Carl Richard Hagen, Gerald Guralnik et Thomas Kibble.
Le code nommé code Baudot aux États-Unis est mentionné comme ayant été établi par Donald Murray (en).
L'effet Fizeau de déplacement des couleurs de la lumière est souvent nommé[réf. souhaitée] effet Doppler alors que celui-ci ne l'avait défini que pour le son.

### En médecine
La maladie de Parkinson, nommée ainsi par Jean-Martin Charcot en l'honneur de James Parkinson, a probablement été décrite par un médecin français en 1817 et même, selon d'autres auteurs, en Inde ancienne.

### En démographie
Le diagramme de Lexis est un exemple de la loi de Stigler. En effet, c'est en 1875, que Wilhelm Lexis intervient dans le débat sur la construction de ce diagramme, soit plusieurs années après Gustav Zeuner (1869) et Otto Brasche (1870). Par ailleurs, Abraham Verweij (1874), alias Abraham Verwey, propose la même construction que Lexis, mais en 1874.

## Contre-exemples
Archimède a découvert et énoncé explicitement le principe qui porte son nom. Johannes Kepler a révolutionné l'astronomie en formulant ses trois lois. Gregor Mendel est reconnu comme étant à l’origine des lois de Mendel et le fondateur de la génétique.